# Schaurteite
La schaurteite è un minerale appartenente al gruppo della fleischerite.